# 1988-as Formula–1 olasz nagydíj
Az 1988-as Formula–1 világbajnokság tizenkettedik futama az olasz nagydíj volt.

## Futam
Az olasz nagydíjon az első sort Senna-Prost sorrendben a McLaren szerezte meg, míg a másodikat a hazai közönségük előtt versenyző Ferrarik. A futam kezdetén Senna megtartotta a vezetést, őt Prost követte, azonban a francia Honda turbómotorja a 35. körben elfüstölt. Senna így nagyon közel került a világbajnoki címhez, de a Mansellt helyettesítő Jean-Louis Schlesser lekörözése közben nekiütközött, így kiesett. Ezután a két Ferrari: Berger és Alboreto került az élre, a sorrend a leintésig nem is változott. Így az egyetlen olyan futamon, amelyet nem a McLaren nyert meg, a Ferrari kettős győzelmet szerzett, amelyet a nemrég elhunyt Enzo Ferrarinak ajánlott. Eddie Cheevert intették le a harmadik helyen.
| Helyezés | #  | Versenyző            | Csapat/Motor    | Futott körök | Idő/Kiesés oka | Rajthely | Pontszám |
| -------- | -- | -------------------- | --------------- | ------------ | -------------- | -------- | -------- |
| 1        | 28 | Gerhard Berger       | Ferrari         | 51           | 1:17:39,744    | 3        | 9        |
| 2        | 27 | Michele Alboreto     | Ferrari         | 51           | + 0,502        | 4        | 6        |
| 3        | 18 | Eddie Cheever        | Arrows-Megatron | 51           | + 35,532       | 5        | 4        |
| 4        | 17 | Derek Warwick        | Arrows-Megatron | 51           | + 36,114       | 6        | 3        |
| 5        | 16 | Ivan Capelli         | March-Judd      | 51           | + 52,522       | 11       | 2        |
| 6        | 20 | Thierry Boutsen      | Benetton-Ford   | 51           | + 59,878       | 8        | 1        |
| 7        | 6  | Riccardo Patrese     | Williams-Judd   | 51           | + 1:14,743     | 10       |          |
| 8        | 15 | Maurício Gugelmin    | March-Judd      | 51           | + 1:32,566     | 13       |          |
| 9        | 19 | Alessandro Nannini   | Benetton-Ford   | 50           | + 1 kör        | 9        |          |
| 10       | 12 | Ayrton Senna         | McLaren-Honda   | 49           | Ütközés        | 1        |          |
| 11       | 5  | Jean-Louis Schlesser | Williams-Judd   | 49           | + 2 kör        | 22       |          |
| 12       | 4  | Julian Bailey        | Tyrrell-Ford    | 49           | + 2 kör        | 26       |          |
| 13       | 25 | René Arnoux          | Ligier-Judd     | 49           | + 2 kör        | 24       |          |
| Kiesett  | 11 | Alain Prost          | McLaren-Honda   | 34           | Motorhiba      | 2        |          |
| Kiesett  | 30 | Philippe Alliot      | Larrousse-Ford  | 33           | Motorhiba      | 20       |          |
| Kiesett  | 14 | Philippe Streiff     | AGS-Ford        | 31           | Kuplung        | 23       |          |
| Kiesett  | 10 | Bernd Schneider      | Zakspeed        | 28           | Motorhiba      | 15       |          |
| Kiesett  | 22 | Andrea de Cesaris    | Rial-Ford       | 27           | Alváz          | 18       |          |
| Kiesett  | 9  | Piercarlo Ghinzani   | Zakspeed        | 25           | Motorhiba      | 16       |          |
| Kiesett  | 36 | Alex Caffi           | Dallara-Ford    | 24           | Motorhiba      | 21       |          |
| Kiesett  | 29 | Yannick Dalmas       | Larrousse-Ford  | 17           | Hűtő           | 25       |          |
| Kiesett  | 23 | Pierluigi Martini    | Minardi-Ford    | 15           | Motorhiba      | 14       |          |
| Kiesett  | 2  | Nakadzsima Szatoru   | Lotus-Honda     | 14           | Motorhiba      | 12       |          |
| Kiesett  | 24 | Luis Perez-Sala      | Minardi-Ford    | 12           | Váltó          | 19       |          |
| Kiesett  | 1  | Nelson Piquet        | Lotus-Honda     | 11           | Kuplung        | 7        |          |
| Kiesett  | 21 | Nicola Larini        | Osella          | 2            | Motorhiba      | 17       |          |
| NK       | 3  | Jonathan Palmer      | Tyrrell-Ford    |              |                |          |          |
| NK       | 26 | Stefan Johansson     | Ligier-Judd     |              |                |          |          |
| NK       | 31 | Gabriele Tarquini    | Coloni-Ford     |              |                |          |          |
| NK       | 33 | Stefano Modena       | Euro Brun-Ford  |              |                |          |          |
| NeK      | 32 | Oscar Larrauri       | Euro Brun-Ford  |              |                |          |          |

## Statisztikák
Vezető helyen:
- Ayrton Senna: 49 (1-49)
- Gerhard Berger: 2 (50-51)

Gerhard Berger 4. győzelme, Ayrton Senna 26. pole-pozíciója, Michele Alboreto 5. leggyorsabb köre.
- Ferrari 94. győzelme.